# Halálozások 2000-ben
Ez a szócikk a 2000-es évben elhunyt nevezetes személyeket sorolja fel.

## Ismeretlen hónap
| Dátum          | Név                             | Foglalkozás / tisztség                                                                             | Kor | Forrás |
| -------------- | ------------------------------- | -------------------------------------------------------------------------------------------------- | --- | ------ |
| Ismeretlen nap | Borbáth Andor                   | romániai magyar orvos, nőgyógyász, orvosi szakíró                                                  | 088 | —      |
| Ismeretlen nap | René Brodmann                   | svájci válogatott labdarúgó                                                                        | 067 |        |
| Ismeretlen nap | Roberto Caparelli               | bolíviai labdarúgó                                                                                 | 079 | —      |
| Ismeretlen nap | Fábián József                   | pünkösdi lelkész, az Magyar Pünkösdi Egyház elnöke                                                 | 087 | —      |
| Ismeretlen nap | Raymond Harrison                | olimpiai ezüstérmes(1960) brit párbajtőrvívó                                                       | 071 |        |
| Ismeretlen nap | Jakab Antal                     | romániai magyar újságíró, közíró                                                                   | 086 | —      |
| Ismeretlen nap | Körösztös István                | színész                                                                                            | 081 | —      |
| Ismeretlen nap | Mináry Olga                     | építészmérnök, a nők közül az első Ybl Miklós-díjas, a telepszerű lakóházépítés jelentős tervezője | 071 |        |
| Ismeretlen nap | Nagy István                     | válogatott labdarúgó, középhátvéd, edző                                                            | 078 | —      |
| Ismeretlen nap | Németh Buhin Lajos              | gépész, szélmolnár, amatőr képzőművész                                                             | 093 | —      |
| Ismeretlen nap | Pak Kjudzsong                   | dél-koreai labdarúgóhátvéd                                                                         | 076 | —      |
| Ismeretlen nap | Polónyi István                  | birkózó, edző                                                                                      | 076 | —      |
| Ismeretlen nap | Pruck Pál                       | 1956-os szabadságharcos, gépkocsivezető                                                            | 058 |        |
| Ismeretlen nap | Robert Schaut                   | belga nemzetközi labdarúgó-játékvezető                                                             | 070 | —      |
| Ismeretlen nap | Simon János                     | labdarúgókapus                                                                                     | 085 | —      |
| Ismeretlen nap | Szano Tosikazu                  | japán nemzetközi labdarúgó-játékvezető                                                             | 060 | —      |
| Ismeretlen nap | Takács Paul                     | magyar-amerikai festő, grafikus, szobrász                                                          | 068 |        |
| Ismeretlen nap | Ulrich Ferenc                   | Ybl Miklós-díjas építész                                                                           | 077 |        |
| Ismeretlen nap | Watzinger Edéné (Mező Julianna) | az Állami Díjjal kitüntetett Budapesti Harisnyagyár Felszabadulás Szocialista Brigádjának munkása  | 066 | —      |

## December
| Dátum        | Név                            | Foglalkozás / tisztség | Kor | Forrás                                                        |
| ------------ | ------------------------------ | --- | --- | ------------------------------------------------------------- |
| december 31. | Bekzat Szattarhanov            | olimpiai bajnok (2000) kazak ökölvívó | 020 |                                                               |
| december 31. | Alan Cranston                  | amerikai politikus, szenátor (1969–1993), újságíró | 086 |                                                               |
| december 30. | Rudolf Schnyder                | olimpiai ezüstérmes (1948) svájci sportlövő | 081 |                                                               |
| december 30. | Walter Tomsen                  | olimpiai ezüstérmes (1948) amerikai sportlövő | 088 |                                                               |
| december 30. | Bohdan Warchal                 | szlovák hegedűművész, zenepedagógus, karmester | 070 |                                                               |
| december 29. | Jacques Laurent                | Goncourt-díjas francia író | 081 |                                                               |
| december 28. | Bod Teréz                      | színésznő | 074 | Archiválva 2015. december 11-i dátummal a Wayback Machine-ben |
| december 28. | Légrádi Antal                  | amatőr zenész, gitáros (Hangár), zeneszerző | 047 | —                                                             |
| december 27. | Sipos Jenő                     | operaénekes (tenor), énekpedagógus | 090 |                                                               |
| december 26. | Bártfai Róbert                 | labdarúgó, kapus, labdarúgó-játékvezető | 063 |                                                               |
| december 26. | Gonda György                   | jogász, főiskolai tanár, megyei tanácselnök, országgyűlési képviselő, államtitkár                                                                           | 077 |                                                               |
| december 26. | Leo Gordon                     | amerikai színész | 078 |                                                               |
| december 26. | Jason Robards                  | kétszeres Oscar-díjas amerikai színész | 078 |                                                               |
| december 25. | Carlo Della Corte              | olasz sci-fi-író, újságíró, televíziós szerkesztő, képregényszakértő                                                                                        | 070 |                                                               |
| december 25. | Willard van Orman Quine        | amerikai filozófus | 092 |                                                               |
| december 24. | Sadik Kaceli                   | albán festőművész, grafikus | 086 |                                                               |
| december 23. | Victor Borge                   | dán-amerikai humorista, előadóművész, zongoraművész | 091 |                                                               |
| december 23. | Aage Haugland                  | dán operaénekes | 056 |                                                               |
| december 22. | Gunārs Priede                  | lett drámaíró | 072 |                                                               |
| december 21. | Rober Eryol                    | törökországi zsidó válogatott labdarúgó-középpályás | 070 |                                                               |
| december 19. | James Geiss                    | amerikai sinológus | 050 | —                                                             |
| december 19. | Györffy György                 | történész, az MTA tagja | 093 |                                                               |
| december 19. | Milt Hinton                    | amerikai dzsessznagybőgős; fotográfus | 090 |                                                               |
| december 19. | Végh Antal                     | író, szociográfus | 067 |                                                               |
| december 18. | Dunai Lajos                    | olimpiai bajnok (1968) labdarúgó | 058 |                                                               |
| december 18. | Pápai Zoltán                   | erdélyi magyar orvos | 091 |                                                               |
| december 17. | Gérard Blain                   | francia színész, filmrendező, forgatókönyvíró | 070 |                                                               |
| december 17. | Harold Rhodes                  | amerikai zenész, feltaláló, a Rhodes elektromos zongora fejlesztője                                                                                         | 089 |                                                               |
| december 17. | Szűcs Józsefné Slotka Erzsébet | magyar korrekorder | 110 | —                                                             |
| december 16. | David Kraus                    | felvidéki magyar-zsidó családban született izraeli rendőrtiszt, Jeruzsálem, Tel-Aviv, majd Izrael rendőrfőkapitánya, diplomata, Izrael budapesti nagykövete | 071 | —                                                             |
| december 15. | Bubba Floyd                    | amerikai baseball-játékos | 083 |                                                               |
| december 15. | Szilágyi János                 | tanár, népművelő, múzeumigazgató | 071 |                                                               |
| december 14. | Uldis Pūcītis                  | lett színész és filmrendező | 063 |                                                               |
| december 13. | Aczél Ilona                    | festő | 071 |                                                               |
| december 13. | Erhard Krack                   | német politikus, Kelet-Berlin polgármestere (1974–1990) | 069 | —                                                             |
| december 12. | Halász László                  | színész, komikus | 068 |                                                               |
| december 12. | William J. Evans               | az amerikai légierő tábornoka | 076 |                                                               |
| december 12. | Dorothy Kirby                  | amerikai golfozó | 080 | [ halott link ]                                               |
| december 12. | Libertad Lamarque              | argentin-mexikói színésznő | 092 |                                                               |
| december 11. | Johannes Virolainen            | finn politikus | 086 |                                                               |
| december 11. | N. Richard Nash                | amerikai drámaíró | 087 |                                                               |
| december 11. | David Lewis                    | amerikai színész | 084 |                                                               |
| december 10. | José Águas                     | portugál labdarúgó | 070 |                                                               |
| december 10. | Igmándy Zoltán                 | erdőmérnök, botanikus, mikológus | 075 |                                                               |
| december 10. | James T. McHugh                | amerikai római katolikus főpap | 068 |                                                               |
| december 10. | Marie Windsor                  | amerikai színésznő (The Narrow Margin) | 080 |                                                               |
| december 8.  | Gary Bergman                   | kanadai profi jégkorongozó | 062 |                                                               |
| december 8.  | Rolf Heyne                     | német könyvkiadó | 072 | —                                                             |
| december 8.  | Ionatana Ionatana              | 1999-2000 között Tuvalu miniszterelnöke | 062 | Archiválva 2016. március 3-i dátummal a Wayback Machine-ben   |
| december 7.  | Vlado Gotovac                  | horvát költő, esszéista, filozófus, politikus, a Matica hrvatska elnöke                                                                                     | 070 |                                                               |
| december 7.  | Leszek Podhorodecki            | lengyel történész | 080 |                                                               |
| december 7.  | Toby Low, 1st Baron Aldington  | brit politikus | 086 |                                                               |
| december 6.  | Enrique Anderson Imbert        | argentin író, irodalomkritikus | 090 |                                                               |
| december 6.  | Werner Klemperer               | német színész | 080 |                                                               |
| december 6.  | Szabó Gergely                  | vegyészmérnök, politikus, vegyipari miniszter | 079 |                                                               |
| december 6.  | Svetozar Vukmanović            | szerb partizán, politikai vezető | 088 |                                                               |
| december 5.  | Roberto Gabetti                | olasz építész, egyetemi tanár | 075 |                                                               |
| december 5.  | Gombos Gyula                   | irodalomtörténész, író | 087 |                                                               |
| december 4.  | Henck Arron                    | suriname-i politikus, miniszterelnök (1973–1980) | 064 |                                                               |
| december 4.  | Colin Cowdrey                  | tonbridgei báró, angol krikettező | 067 |                                                               |
| december 4.  | Hans Carl Artmann              | osztrák költő, író | 079 |                                                               |
| december 3.  | Gwendolyn Brooks               | amerikai költő | 083 |                                                               |
| december 3.  | Hoyt Curtin                    | amerikai zenész | 079 |                                                               |
| december 3.  | Fukuda Dzsun                   | japán filmrendező | 077 |                                                               |
| december 3.  | Hugh Edward Richardson         | brit diplomata, tibetológus | 094 |                                                               |
| december 3.  | Szabó Miklós                   | Európa-bajnok atléta, középtávfutó | 092 |                                                               |
| december 3.  | Zambó János                    | bányamérnök, az MTA tagja | 084 |                                                               |
| december 2.  | Hankó Attila                   | színész | 039 |                                                               |

## November
| Dátum                | Név                       | Foglalkozás / tisztség                                                                   | Kor | Forrás                                                      |
| -------------------- | ------------------------- | ---------------------------------------------------------------------------------------- | --- | ----------------------------------------------------------- |
| november 30.         | Jānis Kalniņš             | lett-kanadai zeneszerző                                                                  | 096 | —                                                           |
| november 30.         | Ansumane Mané             | Bissau-Guineai katonatiszt, államfő                                                      | ~60 |                                                             |
| november 29.         | Apró László               | sakkfeladványszerző                                                                      | 093 |                                                             |
| november 28.         | Liane Haid                | osztrák színésznő                                                                        | 105 |                                                             |
| november 27.         | Malcolm Bradbury          | angol író, szatírikus, irodalomtudós                                                     | 068 |                                                             |
| november 27.         | Elena Cernei              | román operaénekesnő (mezzoszoprán)                                                       | 076 |                                                             |
| november 27.         | Willie Cunningham         | skót labdarúgóhátvéd, edző                                                               | 075 |                                                             |
| november 27.         | Endrei Walter             | textilmérnök, egyetemi tanár, a történettudomány doktora, a tudománytörténet tudósa      | 079 |                                                             |
| november 25.         | Florizel Glasspole        | Jamaica kormányzója (1973–1991)                                                          | 091 |                                                             |
| november 25.         | Horváth Károly            | válogatott labdarúgó, jobbfedezet                                                        | 080 |                                                             |
| november 25.         | Wabrosch Géza             | orvos, urológus, sebész                                                                  | 071 |                                                             |
| november 25. (k. n.) | Vörös János               | szegedi labdarúgó                                                                        | 055 | [ 19 ]                                                      |
| november 24.         | Kerényiné Kéri Margit     | énekművész, énektanár                                                                    | 079 |                                                             |
| november 23.         | Czinke Ferenc             | Munkácsy Mihály-díjas grafikus- és festőművész                                           | 074 |                                                             |
| november 23.         | Vitalij Volkov            | szovjet-orosz régész                                                                     | 067 | —                                                           |
| november 22.         | Carlos Cardoso            | mozambiki újságíró                                                                       | 049 |                                                             |
| november 22.         | Christian Marquand        | francia színész, forgatókönyvíró, filmrendező                                            | 073 |                                                             |
| november 22.         | Soltis Lajos              | vajdasági magyar színész, rendező, író                                                   | 050 |                                                             |
| november 22.         | Emil Zátopek              | többszörös olimpiai bajnok (1948 és 1952) cseh atléta, hosszútávfutó,                    | 078 |                                                             |
| november 21.         | John Gordon               | skót nemzetközi labdarúgó-játékvezető                                                    | 070 |                                                             |
| november 21.         | Kardos Ernő               | labdarúgó, csatár                                                                        | 046 |                                                             |
| november 21.         | Barbara Sobotta           | Európa-bajnok és olimpiai bronzérmes (1960) lengyel atléta, rövidtávfutó                 | 063 |                                                             |
| november 20.         | Nyikolaj Dollezsal        | szovjet-orosz gépészmérnök                                                               | 101 | Archiválva 2014. január 16-i dátummal a Wayback Machine-ben |
| november 20.         | Vjacseszlav Kotyonocskin  | szovjet animátor (No, megállj csak!)                                                     | 073 |                                                             |
| november 20.         | Kalle Päätalo             | finn író                                                                                 | 081 |                                                             |
| november 20.         | Peterdi Pál               | sportoló, edző, sportújságíró, humorista, író                                            | 075 |                                                             |
| november 19.         | Robert Escarpit           | francia író, újságíró, szociológus                                                       | 082 |                                                             |
| november 19.         | Fitos Vilmos              | tanár, szerkesztő, publicista, közösségi szervező                                        | 087 | —                                                           |
| november 19.         | Jablonkay István          | gimnáziumi tanár, helytörténész, múzeumalapító                                           | 086 |                                                             |
| november 19.         | Takács Imre               | költő, műfordító                                                                         | 074 |                                                             |
| november 18.         | Konsztantyin Krizsevszkij | szovjet-orosz labdarúgóhátvéd                                                            | 074 |                                                             |
| november 17.         | Dányi Dezső               | a KSH igazgatója                                                                         | 079 |                                                             |
| november 17.         | Louis Eugène Félix Néel   | Nobel-díjas (1970) francia fizikus                                                       | 095 |                                                             |
| november 17.         | Bim Sherman               | jamaikai énekes, dalszerző                                                               | 050 |                                                             |
| november 16.         | Ahmet Kaya                | kurd énekes                                                                              | 043 |                                                             |
| november 16.         | Kerek István              | romániai magyar orvos, sebész, aneszteziológus                                           | 060 | —                                                           |
| november 15.         | Edoardo Agnelli           | amerikai olasz vállalkozó                                                                | 046 | —                                                           |
| november 15.         | Václav Horák              | csehszlovák válogatott cseh labdarúgó, csatár                                            | 088 |                                                             |
| november 15.         | Piero Pasinati            | világbajnok (1938) olasz labdarúgó, fedezet, edző                                        | 090 |                                                             |
| november 15.         | Jens Jørgen Thorsen       | dán festő, zenész, filmrendező                                                           | 068 |                                                             |
| november 13.         | Agócs Attila              | szobrász, grafikus, tanár                                                                | 059 |                                                             |
| november 13.         | Menáhém Askenází          | izraeli labdarúgó-játékvezető                                                            | 066 |                                                             |
| november 12.         | Wim Cohen                 | holland matematikus                                                                      | 077 |                                                             |
| november 12.         | Franck Pourcel            | francia karmester, zeneszerző                                                            | 087 |                                                             |
| november 11.         | Sandra Schmitt            | világbajnok német síelő                                                                  | 019 |                                                             |
| november 10.         | Jacques Chaban-Delmas     | francia politikus, újságíró, kormányhivatalnok, miniszterelnök (1969–1972)               | 085 | Archiválva 2011. május 16-i dátummal a Wayback Machine-ben  |
| november 10.         | Robert Matthewson         | angol nemzetközi labdarúgó-játékvezető                                                   | 070 | —                                                           |
| november 8.          | Prókai Annamária          | színésznő                                                                                | 037 |                                                             |
| november 8.          | Józef Pińkowski           | lengyel közgazdász, politikus, miniszterelnök (1980–1981)                                | 071 |                                                             |
| november 8.          | Svetlana Kana Radević     | jugoszláv-montenegrói építész                                                            | 062 | —                                                           |
| november 7.          | Ingrid                    | dán királyné                                                                             | 090 |                                                             |
| november 7.          | Borisz Zahoder            | szovjet-orosz költő, író, műfordító, forgatókönyvíró                                     | 082 |                                                             |
| november 6.          | L. Sprague de Camp        | amerikai író                                                                             | 092 |                                                             |
| november 6.          | Somogyi Tóth Sándor       | József Attila-díjas író                                                                  | 077 |                                                             |
| november 6.          | Kiss Kálmán               | mezőgazdász, tanár, a vépi Agrártörténeti Emlékek Gyűjteményének megalapítója            | 076 |                                                             |
| november 4.          | Vernel Fournier           | amerikai dzsesszdobos                                                                    | 072 |                                                             |
| november 3.          | Fodor Gábor Béla          | kétszeres Kossuth-díjas kémikus, a kémia tudományok doktora, az MTA tagja                | 084 |                                                             |
| november 3.          | Charles F. Hockett        | amerikai nyelvész                                                                        | 084 |                                                             |
| november 2.          | Szimeon Szimeonov         | bolgár válogatott labdarúgókapus                                                         | 054 |                                                             |
| november 1.          | George Armstrong          | angol labdarúgó, edző                                                                    | 056 |                                                             |
| november 1.          | Kozma Béla                | magyar nyelv és irodalom szakos tanár, a marosvásárhelyi Bolyai Farkas Líceum igazgatója | 071 |                                                             |
| november 1.          | Steven Runciman           | brit középkortörténész                                                                   | 097 |                                                             |
| november 1.          | Sárosi Katalin            | táncdalénekes                                                                            | 070 |                                                             |

## Október
| Dátum       | Név                       | Foglalkozás / tisztség                                                                      | Kor | Forrás                                                        |
| ----------- | ------------------------- | ------------------------------------------------------------------------------------------- | --- | ------------------------------------------------------------- |
| október 31. | Tage Sørensen             | dán nemzetközi labdarúgó-játékvezető                                                        | 067 |                                                               |
| október 30. | Steve Allen               | amerikai zenész, komikus, televíziós személyiség                                            | 078 |                                                               |
| október 30. | Ercsey Gyula              | erdélyi magyar kémiatanár, emlékíró, szovjet munkatáborok foglya                            | 074 | —                                                             |
| október 27. | Lída Baarová              | cseh színésznő (A bikaborjak)                                                               | 086 |                                                               |
| október 27. | Walter Berry              | osztrák operaénekes (basszbariton)                                                          | 071 |                                                               |
| október 27. | Stanislav Sventek         | olimpiai bronzérmes (1964) csehszlovák jégkorongozó                                         | 069 |                                                               |
| október 26. | Laila Kinnunen            | finn énekesnő                                                                               | 060 |                                                               |
| október 25. | Alberto Demiddi           | világbajnok és olimpiai ezüstérmes (1972) argentin evezős                                   | 056 |                                                               |
| október 25. | Jeanne Lee                | amerikai dzsesszénekesnő, költő, koreográfus                                                | 061 |                                                               |
| október 23. | Eduard Goldstücker        | csehszlovák irodalomtörténész, politikus, diplomata                                         | 087 |                                                               |
| október 23. | Nils Täpp                 | olimpiai aranyérmes (1948) svéd sífutó                                                      | 082 | Archiválva 2012. november 10-i dátummal a Wayback Machine-ben |
| október 21. | Boncz Géza                | író, humorista                                                                              | 056 |                                                               |
| október 19. | Bíró Imre                 | szemészorvos, orvostörténész                                                                | 095 |                                                               |
| október 19. | Antonio Maspes            | többszörös világbajnok és olimpiai bronzérmes (1952) olasz kerékpárversenyző                | 068 |                                                               |
| október 18. | Julie London              | amerikai énekesnő, színésznő                                                                | 074 |                                                               |
| október 18. | Sidney Salkow             | amerikai filmrendező, forgatókönyvíró                                                       | 091 |                                                               |
| október 18. | Sebők Margit              | festőművész                                                                                 | 060 |                                                               |
| október 17. | Borsody István            | újságíró, történész, egyetemi oktató                                                        | 089 |                                                               |
| október 17. | Jakucs Pál                | Széchenyi-díjas botanikus, ökológus                                                         | 072 |                                                               |
| október 16. | Buza Attila               | politikus, országgyűlési képviselő, Ócsa polgármestere                                      | 037 |                                                               |
| október 16. | Tito Gómez                | kubai énekes                                                                                | 080 |                                                               |
| október 15. | Konrad Emil Bloch         | Nobel-díjas (1964) német-amerikai biokémikus                                                | 088 |                                                               |
| október 15. | Vincent Canby             | amerikai színházi- és filmkritikus                                                          | 076 |                                                               |
| október 14. | Gaál Kornélia             | erdélyi magyar munkásmozgalom-történész, muzeológus, pedagógus                              | 062 |                                                               |
| október 13. | Almási János              | magyar nemzetközi labdarúgó-játékvezető                                                     | 075 |                                                               |
| október 13. | Gus Hall                  | amerikai politikus, az Amerikai Egyesült Államok Kommunista Pártjának főtitkára             | 090 |                                                               |
| október 13. | Rodolf Hervé              | magyar származású francia fotóművész                                                        | 043 |                                                               |
| október 13. | Jean Peters               | amerikai színésznő (Viva Zapata!)                                                           | 073 |                                                               |
| október 12. | Nagy Olivér               | zeneszerző, karmester, egyházkarnagy, zenei szakíró                                         | 088 |                                                               |
| október 12. | Sükösd Mihály             | író, újságíró                                                                               | 067 |                                                               |
| október 11. | Szergo Berija             | szovjet gépészmérnök, rakétatechnikus, Lavrentyij Berija politikus fia                      | 075 |                                                               |
| október 11. | Donald Dewar              | skót politikus, kormányfő                                                                   | 063 |                                                               |
| október 11. | Matija Ljubek             | világbajnok (1978, 1982, 1983, 1985) és olimpiai bajnok (1976, 1984) jugoszláv-horvát kenus | 046 |                                                               |
| október 11. | Pietro Palazzini          | olasz bíboros, aki a Világ Igaza kitüntetést kapott                                         | 088 |                                                               |
| október 10. | Szirimávó Bandáranájaka   | Srí Lanka-i politikus és a modern világ első női kormányfője                                | 084 |                                                               |
| október 10. | Farkas Ferenc             | kétszeres Kossuth-díjas zeneszerző                                                          | 094 |                                                               |
| október 10. | Ambrogio Morelli          | olasz kerékpárversenyző                                                                     | 094 |                                                               |
| október 9.  | Kocsis Lajos              | olimpiai bajnok (1968) labdarúgó                                                            | 053 |                                                               |
| október 7.  | Kiss László (Leslie Kish) | amerikai magyar statisztikus, a mintavételi eljárások módszertani fejlesztője, az MTA tagja | 090 |                                                               |
| október 7.  | Walter Krupinski          | német pilóta a második világháborúban, utána a nyugatnémet légierő tisztje                  | 079 |                                                               |
| október 6.  | Richard Farnsworth        | amerikai színész                                                                            | 080 |                                                               |
| október 5.  | Bakó Elemér               | nyelvész, könyvtáros, szerkesztő                                                            | 084 |                                                               |
| október 5.  | Johanna Döbereiner        | brazil agronómus, talajbiológus                                                             | 075 |                                                               |
| október 5.  | Leopold Barschandt        | osztrák labdarúgóhátvéd                                                                     | 075 |                                                               |
| október 5.  | Ruth Ellis                | afroamerikai leszbikus nő, LMBT-aktivista                                                   | 101 |                                                               |
| október 5.  | Cătălin Hîldan            | román válogatott labdarúgó, középpályás                                                     | 024 |                                                               |
| október 4.  | Galamb György             | színész, bábművész                                                                          | 081 |                                                               |
| október 4.  | Ludvík Ráža               | cseh forgatókönyvíró, filmrendező (Mindenki tanköteles)                                     | 071 |                                                               |
| október 4.  | Michael Smith             | Nobel-díjas (1993) kanadai biokémikus                                                       | 068 |                                                               |
| október 4.  | Solymos Péter             | Liszt Ferenc-díjas és Bartók Béla–Pásztory Ditta-díjas zongoraművész                        | 089 |                                                               |
| október 3.  | Wojciech Jerzy Has        | lengyel filmrendező, forgatókönyvíró, producer                                              | 075 |                                                               |
| október 3.  | Benjamin Orr              | amerikai zenész, énekes (The Cars)                                                          | 053 |                                                               |
| október 2.  | Nyikolaj Fedorenko        | szovjet diplomata, filológus                                                                | 087 |                                                               |
| október 2.  | Schwartz Elek             | romániai magyar származású francia labdarúgó, edző                                          | 091 |                                                               |
| október 1.  | René Coicaud              | olimpiai (1956) és világbajnoki ezüstérmes francia tőrvívó                                  | 072 |                                                               |
| október 1.  | Czigány Judit             | színművésznő                                                                                | 070 |                                                               |
| október 1.  | Reginald Kray             | kelet-londoni gengszter                                                                     | 066 | —                                                             |

## Szeptember
| Dátum          | Név                           | Foglalkozás / tisztség                                                                              | Kor | Forrás                                                        |
| -------------- | ----------------------------- | --------------------------------------------------------------------------------------------------- | --- | ------------------------------------------------------------- |
| szeptember 30. | Erno Paasilinna               | finn író, újságíró                                                                                  | 065 |                                                               |
| szeptember 30. | Mario Valota                  | olimpiai (1952) és világbajnoki bronzérmes svájci vívó                                              | 082 |                                                               |
| szeptember 30. | Joseph Weber                  | amerikai fizikus                                                                                    | 081 |                                                               |
| szeptember 28. | Eszenyi Irma                  | opera-énekesnő (mezzoszoprán)                                                                       | 078 | Archiválva 2019. december 26-i dátummal a Wayback Machine-ben |
| szeptember 28. | Szász-Mihálykó Attila         | erdélyi magyar pedagógus, műfordító, kulturális szakirányító                                        | 050 | —                                                             |
| szeptember 28. | Pierre Trudeau                | kanadai politikus, miniszterelnök                                                                   | 080 |                                                               |
| szeptember 27. | O Jongjo                      | dél-koreai válogatott labdarúgó, kapus                                                              | 040 |                                                               |
| szeptember 26. | Furdek Mátyás                 | jogász, közgazdász, gazdasági szakíró                                                               | 072 | —                                                             |
| szeptember 26. | Komlós András                 | színész                                                                                             | 078 |                                                               |
| szeptember 26. | Robert Lax                    | amerikai költő                                                                                      | 084 |                                                               |
| szeptember 26. | Máté András                   | Munkácsy Mihály-díjas grafikus, plakáttervező                                                       | 078 |                                                               |
| szeptember 26. | Richard Mulligan              | amerikai színész (Kis nagy ember)                                                                   | 067 |                                                               |
| szeptember 26. | Baden Powell                  | brazíl dzsesszgitáros                                                                               | 063 |                                                               |
| szeptember 25. | Helmut Beck-Broichsitter      | második világháborús német katona                                                                   | 086 | —                                                             |
| szeptember 25. | Edy Schmid                    | olimpiai bronzérmes (1936) svájci kézilabdázó                                                       | 089 |                                                               |
| szeptember 25. | Tabódy István                 | katonatiszt, pap                                                                                    | 079 |                                                               |
| szeptember 24. | Basil Bernstein               | brit szociológus, szociolingvisztikus                                                               | 095 |                                                               |
| szeptember 24. | Kabós Éva                     | romániai magyar költőnő                                                                             | 085 | —                                                             |
| szeptember 24. | Jean Malléjac                 | francia kerékpárversenyző                                                                           | 071 |                                                               |
| szeptember 23. | Václav Migas                  | csehszlovák válogatott cseh labdarúgó                                                               | 059 |                                                               |
| szeptember 22. | Szabó Miklós                  | történész, politikus, országgyűlési képviselő                                                       | 065 | —                                                             |
| szeptember 22. | Szakai Szaburó                | japán katona a második világháborúban, pilóta, nyomdász                                             | 084 |                                                               |
| szeptember 21. | Ognjen Petrović               | jugoszláv-szerb labdarúgókapus                                                                      | 052 |                                                               |
| szeptember 21. | Leonyid Rogozov               | szovjet-orosz orvos, sebész                                                                         | 066 | —                                                             |
| szeptember 20. | Helmut Berthold               | olimpiai bajnok (1936) német kézilabdázó, edző                                                      | 089 |                                                               |
| szeptember 20. | Jeanloup Sieff                | francia fotográfus                                                                                  | 066 |                                                               |
| szeptember 20. | Sztaniszlav Sztratiev         | bolgár író, drámaíró                                                                                | 059 |                                                               |
| szeptember 20. | German Tyitov                 | orosz űrhajós, a légierő vezérezredese                                                              | 065 |                                                               |
| szeptember 19. | Bohus Béla                    | orvos, neurobiológus                                                                                | 064 |                                                               |
| szeptember 19. | Mahir Domi                    | albán nyelvész, dialektológus                                                                       | 085 | —                                                             |
| szeptember 19. | Koczkás Sándor                | József Attila-díjas irodalomtörténész, kritikus                                                     | 076 |                                                               |
| szeptember 19. | Karl Robatsch                 | osztrák sakkozó és botanikus                                                                        | 070 |                                                               |
| szeptember 17. | Paula Yates                   | amerikai író és televíziós személyiség                                                              | 041 |                                                               |
| szeptember 16. | Ioan Alexandru                | román költő, publicista és esszéista                                                                | 058 |                                                               |
| szeptember 16. | Csiszár Nándor                | színész                                                                                             | 064 | —                                                             |
| szeptember 16. | Heorhij Ruszlanovics Gongadze | grúz-ukrán újságíró                                                                                 | 031 | [ halott link ]                                               |
| szeptember 16. | Nikolics Károly               | gyógyszerész, gyógyszerkutató, gyógyszertechnológus                                                 | 082 | —                                                             |
| szeptember 14. | Jerzy Giedroyc                | lengyel író, újságíró, kiadó, politikai aktivista                                                   | 094 |                                                               |
| szeptember 14. | Hvang Szunvon                 | koreai költő, író                                                                                   | 085 |                                                               |
| szeptember 13. | Rolf Kauka                    | német képregényalkotó                                                                               | 083 |                                                               |
| szeptember 12. | Csontos Vilmos                | (cseh)szlovákiai magyar költő                                                                       | 091 |                                                               |
| szeptember 12. | Juan Ibáñez                   | mexikói filmrendező, színész, forgatókönyvíró                                                       | 068 |                                                               |
| szeptember 12. | Kövics Zoltán                 | karnagy, művésztanár, főiskolai docens, kórusvezető                                                 | 059 | —                                                             |
| szeptember 12. | Konrad Kujau                  | német festő, illusztrátor                                                                           | 062 |                                                               |
| szeptember 12. | Stanley Turrentine            | amerikai tenorszaxofonos                                                                            | 066 |                                                               |
| szeptember 11. | Ham Hungcshol                 | dél-koreai labdarúgócsatár, edző                                                                    | 069 |                                                               |
| szeptember 9.  | Herbert Friedman              | amerikai fizikus, rádiócsillagász                                                                   | 084 |                                                               |
| szeptember 8.  | Moldován István               | festő                                                                                               | 088 |                                                               |
| szeptember 8.  | Helena Zoll-Adamikowa         | lengyel régész                                                                                      | 069 | —                                                             |
| szeptember 6.  | Garai József                  | Kossuth-díjas vájár, bányamentő                                                                     | 088 | —                                                             |
| szeptember 6.  | Abdul Haris Nasution          | indonéz katonatiszt, politikus                                                                      | 081 |                                                               |
| szeptember 6.  | Jürgen Schütze                | olimpiai bronzérmes (1972) keletnémet kerékpárversenyző                                             | 049 |                                                               |
| szeptember 6.  | Jiří Sovák                    | cseh színész (Volt egyszer egy ház) ; (Csipkerózsika)                                               | 079 |                                                               |
| szeptember 6.  | Roger Verey                   | olimpiai bronzérmes (1936) lengyel evezős                                                           | 088 |                                                               |
| szeptember 5.  | Carlo M. Cipolla              | olasz gazdaságtörténész                                                                             | 078 |                                                               |
| szeptember 4.  | Mayer Mihály                  | vízilabdázó, edző                                                                                   | 066 |                                                               |
| szeptember 4.  | Antonio Ruberti               | olasz politikus, miniszter, az Európai Bizottság alelnöke                                           | 073 |                                                               |
| szeptember 4.  | Augusto Vargas Alzamora       | perui jezsuita pap, Lima érseke                                                                     | 077 |                                                               |
| szeptember 3.  | Szász Béla                    | erdélyi magyar szerkesztő, műfordító                                                                | 074 | —                                                             |
| szeptember 2.  | Vicente Asensi                | spanyol labdarúgó, középpályás                                                                      | 081 |                                                               |
| szeptember 2.  | Heinz Harmel                  | német SS-katonatiszt a második világháború idején                                                   | 094 |                                                               |
| szeptember 2.  | Curt Siodmak                  | német-amerikai író, forgatókönyvíró, filmrendező                                                    | 098 |                                                               |
| szeptember 2.  | Szabolcsi Miklós              | állami díjas magyar irodalomtörténész, kritikus, egyetemi tanár, a Magyar Tudományos Akadémia tagja | 079 |                                                               |
| szeptember 1.  | Kovács Pál                    | politikus, orvos, népjóléti miniszter, Dunaújváros polgármestere                                    | 060 |                                                               |
| szeptember 1.  | August Lütke-Westhues         | Európa-bajnok és olimpiai ezüstérmes (1956) német lovas                                             | 074 |                                                               |
| szeptember 1.  | Székely Zoltán                | romániai magyar történész, régész, muzeológus                                                       | 087 |                                                               |

## Augusztus
| Dátum                 | Név                               | Foglalkozás / tisztség                                                                       | Kor | Forrás |
| --------------------- | --------------------------------- | -------------------------------------------------------------------------------------------- | --- | ------ |
| augusztus 31.         | Lucille Fletcher                  | amerikai hangjáték- és forgatókönyvíró                                                       | 088 |        |
| augusztus 31.         | Jisha'ajahu Schwager              | izraeli válogatott labdarúgó                                                                 | 054 |        |
| augusztus 30.         | Joseph H. Lewis                   | amerikai filmrendező                                                                         | 093 |        |
| augusztus 29.         | Eugen Rupf                        | svájci labdarúgó                                                                             | 086 |        |
| augusztus 28.         | Knut Holmqvist                    | világbajnok és olimpiai ezüstérmes (1952) svéd sportlövő                                     | 082 |        |
| augusztus 27.         | Gőbölyös József                   | tényfeltáró újságíró, a Gőbölyös Soma-díj névadója                                           | 036 | —      |
| augusztus 27.         | Molnár Péter                      | Ybl-díjas építész                                                                            | 075 |        |
| augusztus 27.         | Vásárhelyi Vera                   | író, újságíró                                                                                | 079 |        |
| augusztus 26.         | Bunny Austin                      | angol teniszező                                                                              | 094 |        |
| augusztus 26.         | Lynden Pindling                   | Bahama-szigeteki politikus, miniszterelnök (1973–1992)                                       | 070 |        |
| augusztus 26.         | Wojciech Żukrowski                | lengyel író, költő, irodalomkritikus                                                         | 084 |        |
| augusztus 25.         | Carl Barks                        | a Walt Disney társaság illusztrátora és képregényrajzolója                                   | 099 |        |
| augusztus 25.         | Jack Nitzsche                     | amerikai zenész, dalszerző,zeneszerző, zenei producer                                        | 063 | ]      |
| augusztus 25.         | Ivan Stambolić                    | szerb politikus, miniszterelnök (1984–1986), elnök (1986–1987)                               | 063 |        |
| augusztus 24.         | Andy Hug                          | svájci kyokushin karate és kick-box harcos                                                   | 035 |        |
| augusztus 23. (k. n.) | Əbülfəz Elçibəy                   | azerbajdzsáni politikus, elnök                                                               | 062 |        |
| augusztus 22.         | Mészáros Miklós                   | erdélyi magyar geológus, földtudományi szakíró                                               | 072 | —      |
| augusztus 19.         | David Champernowne                | brit közgazdász és matematikus                                                               | 088 |        |
| augusztus 19.         | Fráter Katalin                    | színésznő                                                                                    | 042 |        |
| augusztus 19.         | Kiss György                       | amatőrcsillagász, fotográfus, amatőr költő, író                                              | 077 | —      |
| augusztus 19.         | Kováts László                     | politikus, országgyűlési képviselő                                                           | 086 |        |
| augusztus 18.         | Ola Rotimi                        | nigériai író, drámaíró                                                                       | 062 |        |
| augusztus 17.         | Erich Borchmeyer                  | olimpiai ezüstérmes (1936) német rövidtávfutó                                                | 095 |        |
| augusztus 17.         | Stephan Körner                    | brit filozófus                                                                               | 086 |        |
| augusztus 17.         | Hans-Diedrich von Tiesenhausen    | német tengeralattjáró-kapitány a második világháborúban                                      | 086 |        |
| augusztus 16.         | Belo Polla                        | szlovák régész, történész, levéltáros                                                        | 083 |        |
| augusztus 13.         | Klaus Bargsten                    | német tengerésztiszt, tengeralattjáró-kapitány a második világháborúban                      | 088 |        |
| augusztus 13.         | Laky Károly                       | vízilabdázó, edző                                                                            | 088 |        |
| augusztus 13.         | Tőkei Ferenc                      | sinológus, irodalom- és filozófiatörténész, műfordító                                        | 069 |        |
| augusztus 12.         | Jean Carzou                       | francia festő, grafikus                                                                      | 093 |        |
| augusztus 12.         | Dessewffy Gyula                   | politikus, újságíró, a Deák Ferenc Társaság elnöke                                           | 090 |        |
| augusztus 12.         | Loretta Young                     | amerikai színésznő                                                                           | 087 |        |
| augusztus 11. (k. n.) | Cserjés József                    | labdarúgó, csatár                                                                            | 060 | —      |
| augusztus 9.          | Harsányi János (John C. Harsanyi) | magyar származású Nobel-díjas amerikai közgazdász                                            | 080 |        |
| augusztus 9.          | Vitalij Sztaruhin                 | szovjet válogatott ukrán labdarúgó, csatár, edző                                             | 051 |        |
| augusztus 9.          | Herb Thomas                       | amerikai autóversenyző                                                                       | 077 |        |
| augusztus 8.          | Farsang Ferenc                    | labdarúgó, edző                                                                              | 073 | —      |
| augusztus 8.          | Živorad Jevtić                    | jugoszláv válogatott szerb labdarúgó, hátvéd                                                 | 056 |        |
| augusztus 7.          | Georges Matheron                  | francia matematikus és geológus                                                              | 069 | —      |
| augusztus 7.          | Mary Anne MacLeod Trump           | skót-amerikai társadalmi aktivista és filantróp, Donald Trump édesanyja                      | 088 |        |
| augusztus 5.          | Alec Guinness                     | Oscar-, Golden Globe- és BAFTA-díjas brit színész (Csillagok háborúja IV, Híd a Kwai folyón) | 086 |        |
| augusztus 3.          | Mirian Calkalamanidze             | olimpiai bajnok (1956) szovjet-grúz birkózó                                                  | 073 |        |
| augusztus 3.          | Joann Lõssov                      | olimpiai ezüstérmes (1952) szovjet-észt kosárlabdázó                                         | 078 |        |
| augusztus 1.          | Giorgio Faldini                   | világbajnok olasz tőrvívó, edző                                                              | 088 |        |

## Július
| Dátum      | Név                       | Foglalkozás / tisztség                                                                                          | Kor | Forrás                                                          |
| ---------- | ------------------------- | --- | --- | --------------------------------------------------------------- |
| július 31. | Gulyás István             | Universiade-győztes teniszező                                                                                   | 068 |                                                                 |
| július 29. | Kerekes László            | Jászai Mari-díjas színész                                                                                       | 038 |                                                                 |
| július 28. | Abraham Pais              | holland-amerikai magfizikus                                                                                     | 082 |                                                                 |
| július 27. | Constance Stuart Larrabee | angol–dél-afrikai fotográfus, fotóriporter, haditudósító                                                        | 085 |                                                                 |
| július 27. | Nemess László             | tengerésztiszt, író                                                                                             | 056 |                                                                 |
| július 26. | John W. Tukey             | amerikai statisztikus, a 'software' és 'bit' kifejezések kiötlője                                               | 085 |                                                                 |
| július 25. | Eigel István              | festő, iparművész, író                                                                                          | 077 |                                                                 |
| július 25. | Julia Pirotte             | lengyel fotóriporter                                                                                            | 092 | —                                                               |
| július 24. | Anatolij Firszov          | többszörös világ- Európa- és olimpiai bajnok (1964, 1968, 1972) szovjet jégkorongozó                            | 059 |                                                                 |
| július 24. | Pierre Hardy              | olimpiai ezüstérmes (1924) francia sportlövő                                                                    | 092 |                                                                 |
| július 23. | Teszler Sándor            | textilgyáros, filantróp, mecénás                                                                                | 097 | —                                                               |
| július 22. | Balogh Béni               | író, pedagógus, mondagyűjtő                                                                                     | 077 | —                                                               |
| július 22. | Forray Gábor              | díszlettervező                                                                                                  | 075 |                                                                 |
| július 22. | Carmen Martín Gaite       | spanyol író | 074 |                                                                 |
| július 22. | Raymond Lemieux           | Wolf-díjas kanadai kémikus, biokémikus                                                                          | 080 |                                                                 |
| július 22. | Claude Sautet             | francia filmrendező, forgatókönyvíró                                                                            | 076 |                                                                 |
| július 21. | Csepelyi Rudolf           | író, költő, újságíró                                                                                            | 079 |                                                                 |
| július 20. | Gulrich József            | olimpikon úszó, úszóedző                                                                                        | 058 |                                                                 |
| július 20. | Bodor Tibor               | színész, szinkronszínész, tanár                                                                                 | 079 |                                                                 |
| július 20. | Rajki Béla                | úszó, vízilabdázó, mesteredző, sportvezető                                                                      | 091 |                                                                 |
| július 18. | Paul Coverdell            | amerikai politikus, szenátor (Georgia, 1993–2000)                                                               | 061 |                                                                 |
| július 18. | Holl István               | Jászai Mari-díjas színész                                                                                       | 062 |                                                                 |
| július 18. | José Ángel Valente        | spanyol költő, műfordító                                                                                        | 071 |                                                                 |
| július 17. | Pascale Audret            | francia színésznő                                                                                               | 063 |                                                                 |
| július 17. | Csidey József             | marosvásárhelyi gyermekgyógyász, kutató főorvos, előadótanár                                                    | 080 | —                                                               |
| július 17. | Tóth Benedek              | színművész, mikrobiológus                                                                                       | 058 | Archiválva 2020. szeptember 20-i dátummal a Wayback Machine-ben |
| július 16. | Hajós Márta               | geológus, botanikus, algológus                                                                                  | 083 |                                                                 |
| július 16. | Petri György              | Kossuth-díjas költő, műfordító, újságíró                                                                        | 056 |                                                                 |
| július 16. | Pataky Imre               | bábszínész | 067 |                                                                 |
| július 16. | William Foote Whyte       | amerikai szociológus                                                                                            | 086 |                                                                 |
| július 15. | Juan Filloy               | argentin író és jogász                                                                                          | 105 |                                                                 |
| július 15. | John O. Pastore           | amerikai politikus, szenátor (Rhode Island, 1950–1976)                                                          | 093 |                                                                 |
| július 15. | Kalle Svensson            | olimpiai bajnok (1948) és világbajnoki ezüstérmes svéd labdarúgó                                                | 074 |                                                                 |
| július 15. | Paul Young                | brit énekes-dalszerző                                                                                           | 053 |                                                                 |
| július 14. | Mark Oliphant             | ausztrál fizikus, a Manhattan terv résztvevője, később Dél-Ausztrália kormányzója                               | 098 |                                                                 |
| július 13. | Jan Karski                | lengyel diplomata, második világháborús ellenálló, politológus                                                  | 086 |                                                                 |
| július 13. | Magyar Ferenc             | újságíró, szerkesztő                                                                                            | 084 |                                                                 |
| július 12. | Tomiszláv                 | jugoszláv királyi herceg                                                                                        | 072 |                                                                 |
| július 11. | Pedro Mir                 | dominikai író                                                                                                   | 087 |                                                                 |
| július 11. | Robert Runcie             | canterburyi érsek                                                                                               | 078 |                                                                 |
| július 10. | Gertrud Arndt             | német fotóművész és textilművész                                                                                | 096 |                                                                 |
| július 10. | Justin Pierce             | amerikai gördeszkás, színész                                                                                    | 025 |                                                                 |
| július 8.  | John Hejduk               | amerikai építész                                                                                                | 070 |                                                                 |
| július 8.  | Schön Dezső               | erdélyi, később izraeli magyar újságíró, író                                                                    | 093 | —                                                               |
| július 8.  | Udvary Gyöngyvér          | erdélyi magyar újságíró, művészeti író, szociográfiai író                                                       | 086 | —                                                               |
| július 7.  | Ursula Kuczynski          | német színésznő, író, ügynök és újságíró                                                                        | 093 |                                                                 |
| július 7.  | Johann Urbanek            | osztrák labdarúgófedezet                                                                                        | 089 |                                                                 |
| július 6.  | Lazar Koliševski          | jugoszláv-macedón partizán, kommunista politikai vezető                                                         | 086 |                                                                 |
| július 6.  | Lipták Pál                | antropológus | 086 |                                                                 |
| július 6.  | Rajter Lajos              | szlovákiai magyar karmester, zeneszerző, pedagógus                                                              | 093 |                                                                 |
| július 6.  | Sandro Sandrelli          | olasz tudományos-fantasztikus-író, újságíró, műfordító                                                          | 073 |                                                                 |
| július 6.  | Władysław Szpilman        | lengyel zongoraművész, zeneszerző                                                                               | 088 |                                                                 |
| július 5.  | Dorino Serafini           | olasz autó-, és motorversenyző                                                                                  | 090 |                                                                 |
| július 4.  | Begányi Ferenc            | Liszt-díjas opera-, oratórium- és dalénekes (basszus)                                                           | 063 |                                                                 |
| július 4.  | Gustaw Herling-Grudziński | lengyel katona, író, újságíró, Gulag-fogoly                                                                     | 081 |                                                                 |
| július 4.  | Vladimír Ráž              | cseh színész (Volt egyszer egy ház)                                                                             | 077 |                                                                 |
| július 3.  | James Grogan              | olimpiai bronzérmes (1952) amerikai korcsolyázó                                                                 | 068 |                                                                 |
| július 3.  | Paul G. Hatfield          | amerikai jogász, bíró, politikus, szenátor (Montana, 1978)                                                      | 072 |                                                                 |
| július 3.  | Kamara János              | politikus, belügyminiszter                                                                                      | 073 |                                                                 |
| július 3.  | Réti Antal                | gépészmérnök, a Magyar Repülő Szövetség (MRSZ) elnöke, a Magyar Honvédelmi Szövetség (MHSZ) főtitkár-helyettese | 077 | —                                                               |
| július 2.  | Joey Dunlop               | észak-ír motorkerékpár-versenyző                                                                                | 048 |                                                                 |
| július 1.  | Walter Matthau            | Oscar-díjas amerikai színész, aki főleg vígjátékokban játszott                                                  | 079 |                                                                 |

## Június
| Dátum      | Név                        | Foglalkozás / tisztség                                                                               | Kor | Forrás                                                      |
| ---------- | -------------------------- | --- | --- | ----------------------------------------------------------- |
| június 29. | Vittorio Gassman           | Oscar-díjas olasz színész és filmrendező                                                             | 077 |                                                             |
| június 29. | Rodney Nuckey              | brit autóversenyző                                                                                   | 071 |                                                             |
| június 29. | Tamás László               | labdarúgó, hátvéd                                                                                    | 066 | —                                                           |
| június 28. | Nils Poppe                 | svéd színész (A hetedik pecsét), forgatókönyvíró                                                     | 092 |                                                             |
| június 28. | Józef Tischner             | lengyel katolikus pap, filozófus, teológus és közíró                                                 | 069 |                                                             |
| június 27. | Borlóy Androvitzky Károly  | sakkmester és költő                                                                                  | 078 | —                                                           |
| június 27. | Pierre Pflimlin            | francia jogász, politikus, miniszterelnök, 1984–1987 között az Európai Parlament elnöke              | 093 |                                                             |
| június 26. | Corneliu Mănescu           | román újságíró, politikus, diplomata                                                                 | 084 |                                                             |
| június 24. | Vera Atkins                | romániai születésű brit hírszerző tiszt a második világháborúban                                     | 092 |                                                             |
| június 24. | Vintilă Cossini            | román válogatott labdarúgó, fedezet                                                                  | 086 |                                                             |
| június 23. | Peter Dubovský             | szlovák válogatott labdarúgó                                                                         | 028 |                                                             |
| június 23. | Keng Piao                  | kínai kommunista politikus, diplomata, hadügyminiszter                                               | 090 | —                                                           |
| június 23. | Percz János                | Munkácsy Mihály-díjas grafikus, ötvös, fémműves, aranyműves, ezüstműves, éremművész és ékszertervező | 079 |                                                             |
| június 23. | Jerónimo Podestá           | argentin római katolikus püspök, a felszabadítási teológia egyik korai képviselője                   | 079 |                                                             |
| június 23. | Jerome Richardson          | amerikai dzsesszzenész                                                                               | 079 |                                                             |
| június 23. | Isabelle Robinet           | francia sinológus                                                                                    | 067 |                                                             |
| június 22. | Philippe Chatrier          | francia teniszező                                                                                    | 072 |                                                             |
| június 22. | Dénémeth István            | költő, prózaíró, műfordító                                                                           | 047 |                                                             |
| június 21. | Roberto Goicoechea         | argentin nemzetközi labdarúgó-játékvezető                                                            | 072 | —                                                           |
| június 21. | Alan Hovhaness             | örmény származású amerikai zeneszerző                                                                | 089 |                                                             |
| június 21. | Thomas Harrison Provenzano | amerikai elítélt gyilkos                                                                             | 051 | —                                                           |
| június 20. | Váradi Ottó                | labdarúgó                                                                                            | 052 |                                                             |
| június 18. | Nancy Marchand             | amerikai színésznő                                                                                   | 071 |                                                             |
| június 17. | Kemal Kaçar                | török vallási vezető                                                                                 | 083 | —                                                           |
| június 17. | Ordódy Katalin             | szlovákiai magyar író, újságíró, műfordító                                                           | 082 |                                                             |
| június 16. | Farkas Henrik              | biológus, muzeológus, ismeretterjesztő író                                                           | 072 |                                                             |
| június 16. | Gulyás Zoltán              | Ybl Miklós-díjas építész                                                                             | 070 |                                                             |
| június 16. | Nagako                     | japán császárné, Hirohito japán császár felesége                                                     | 097 |                                                             |
| június 15. | Grigorij Gorin             | szovjet-orosz humorista és orvos                                                                     | 060 |                                                             |
| június 15. | Jules Roy                  | francia katonatiszt és író                                                                           | 092 |                                                             |
| június 15. | Alfred Vreven              | belga politikus                                                                                      | 063 | —                                                           |
| június 14. | Hencz Aurél                | jogász, könyvtáros, tudományos kutató                                                                | 087 |                                                             |
| június 13. | Robert Dienst              | osztrák labdarúgócsatár, edző                                                                        | 072 |                                                             |
| június 13. | Péterfy Emília             | erdélyi magyar író, tankönyvszerző                                                                   | 084 | —                                                           |
| június 13. | Ságvári Ágnes              | történész, holokausztkutató, Ságvári Endre testvére                                                  | 071 |                                                             |
| június 12. | Dukász Anna                | erdélyi magyar színésznő                                                                             | 075 |                                                             |
| június 12. | Bruno Martino              | olasz énekes, zeneszerző, zongorista                                                                 | 074 |                                                             |
| június 12. | Somodi Ferenc              | olimpiai válogatott labdarúgó                                                                        | 062 | —                                                           |
| június 11. | Alojz Habovštiak           | szlovák régész                                                                                       | 068 |                                                             |
| június 10. | Háfez el-Aszad             | szíriai politikus, miniszter- és köztársasági elnök                                                  | 069 |                                                             |
| június 10. | Szabó Rezső                | labdarúgó, edző                                                                                      | 058 | —                                                           |
| június 9.  | Shay Brennan               | válogatott ír labdarúgó, hátvéd                                                                      | 063 |                                                             |
| június 9.  | Ernst Jandl                | osztrák költő, író                                                                                   | 074 |                                                             |
| június 9.  | Jacob Lawrence             | afro-amerikai festő és művészeti professzor                                                          | 082 |                                                             |
| június 8.  | Burger Kálmán              | kémikus, egyetemi tanár, az MTA tagja                                                                | 070 |                                                             |
| június 7.  | Markos Miklós              | filmrendező, forgatókönyvíró                                                                         | 075 | Archiválva 2016. március 4-i dátummal a Wayback Machine-ben |
| június 7.  | Tokácsli Lajos             | festőművész                                                                                          | 084 |                                                             |
| június 6.  | Frédéric Dard              | francia író                                                                                          | 078 |                                                             |
| június 6.  | Håkan Lidman               | Európa-bajnok (1946) svéd rövidtávfutó                                                               | 085 |                                                             |
| június 6.  | William McMillan           | olimpiai bajnok (1960) amerikai sportlövő                                                            | 071 |                                                             |
| június 6.  | Sinka Zoltán Tibor         | erdélyi germanista, középiskolai tanár, tankönyvíró                                                  | 075 |                                                             |
| június 5.  | Károly Sándor              | romániai magyar szobrász, kovácsművész (Hosszú)                                                      | 051 |                                                             |
| június 5.  | Franco Rossi               | olasz forgatókönyvíró, filmrendező (Fordítsd oda a másik orcád is!)                                  | 081 |                                                             |
| június 4.  | Kanó Takasi                | japán válogatott labdarúgó                                                                           | 079 |                                                             |
| június 4.  | Szató Hirodzsi             | világbajnok japán asztaliteniszező                                                                   | 075 |                                                             |
| június 4.  | Teller Auguszta            | magyar származású amerikai matematikus, Teller Ede felesége                                          | 091 |                                                             |
| június 3.  | Nevena Kokanova}           | bolgár színésznő                                                                                     | 061 |                                                             |
| június 3.  | Merton Miller              | Közgazdasági Nobel-emlékdíjas amerikai közgazdász                                                    | 077 |                                                             |
| június 2.  | Szvjatoszlav Fjodorov      | szovjet és orosz szemorvos, politikus                                                                | 072 |                                                             |
| június 2.  | Lepo Sumera                | észt zeneszerző, zenepedagógus, kulturális miniszter (1988–1992)                                     | 050 |                                                             |

## Május
| Dátum     | Név                    | Foglalkozás / tisztség                                                                    | Kor | Forrás |
| --------- | ---------------------- | ----------------------------------------------------------------------------------------- | --- | ------ |
| május 31. | Erich Kähler           | német matematikus és filozófus                                                            | 094 |        |
| május 31. | Petar Mladenov         | bolgár politikus, Bulgária Államtanácsának elnöke, a Bolgár Kommunista Párt első titkára  | 063 |        |
| május 31. | Rodolfo Pini           | világbajnok (1950) uruguayi labdarúgó, fedezet                                            | 073 |        |
| május 31. | Tito Puente            | amerikai dzsesszzenész                                                                    | 077 |        |
| május 31. | Johnnie Taylor         | amerikai dalszövegíró és énekes                                                           | 066 |        |
| május 31. | Vilho Ylönen           | olimpiai ezüstérmes (1952) finn sportlövő                                                 | 081 |        |
| május 30. | Tex Beneke             | amerikai szaxofonos, énekes, zenekarvezető                                                | 086 |        |
| május 29. | Bakó Jenő              | úszó, edző, sportvezető, szakíró                                                          | 078 |        |
| május 27. | Maurice Richard        | Stanley-kupa-győztes kanadai jégkorongozó                                                 | 078 |        |
| május 26. | Roman Codreanu         | Európa-bajnok, világbajnoki bronzérmes és olimpiai bronzérmes (1976) román birkózó        | 047 |        |
| május 26. | Jamamura Szó           | japán színész, filmrendező                                                                | 090 |        |
| május 25. | Nicholas Clay          | angol színész                                                                             | 053 |        |
| május 25. | Francis Lederer        | amerikai színész                                                                          | 100 |        |
| május 24. | Oleg Jefremov          | szovjet-orosz színész (Ragyogj, ragyogj, csillagom!) és színházi rendező                  | 072 |        |
| május 23. | Fodor István           | kárpátaljai magyar botanikus                                                              | 092 | —      |
| május 22. | Krzysztof Boruń        | lengyel újságíró és sci-fi-író                                                            | 076 |        |
| május 22. | Túrmezei Erzsébet      | magyar–német szakos tanárnő, költő, műfordító, a magyar evangélikus egyház egyik vezetője | 088 |        |
| május 21. | Barbara Cartland       | angol írónő                                                                               | 098 |        |
| május 21. | John Gielgud           | Oscar-, Golden Globe- és BAFTA-díjas angol színész, rendező                               | 096 |        |
| május 21. | Mark R. Hughes         | amerikai üzletember, a Herbalife cég alapítója                                            | 044 |        |
| május 21. | Erich Mielke           | keletnémet politikus                                                                      | 092 |        |
| május 20. | Charles Antenen        | svájci labdarúgócsatár, edző                                                              | 070 |        |
| május 20. | Földes László          | politikus, országgyűlési képviselő                                                        | 086 |        |
| május 20. | Szendrői Jenő          | Kossuth-díjas építész                                                                     | 087 |        |
| május 20. | Jean-Pierre Rampal     | francia fuvolás                                                                           | 078 |        |
| május 19. | Dékány Vilmos          | római katolikus pap, piarista szerzetes, esztergomi segédpüspök                           | 075 |        |
| május 19. | Jevgenyij Hrunov       | szovjet űrhajós                                                                           | 066 |        |
| május 19. | Karlinger Tihamér      | orvos, sebész                                                                             | 090 |        |
| május 18. | Gáll Ernő              | romániai magyar szociológus, filozófus                                                    | 083 | —      |
| május 18. | Domingos da Guia       | brazil labdarúgó                                                                          | 087 |        |
| május 17. | Max-Martin Schulte     | német tengeralattjáró-kapitány a második világháborúban                                   | 084 |        |
| május 16. | Petter Hugsted         | olimpiai bajnok (1948) norvég síugró                                                      | 078 |        |
| május 15. | Doubravszky Sándor     | vegyészmérnök, a Bagolyvár Könyvkiadó társalapítója és munkatársa                         | 062 |        |
| május 15. | Alfred Kucsevszkij     | olimpiai bajnok (1956) szovjet jégkorongozó                                               | 068 |        |
| május 14. | Obucsi Keizó           | japán politikus, miniszterelnök (1998–2000)                                               | 062 |        |
| május 14. | Karl Shapiro           | Pulitzer-díjas amerikai költő                                                             | 086 |        |
| május 13. | Nozava Akira           | japán labdarúgó                                                                           | 085 |        |
| május 12. | Julij Kagarlickij      | orosz irodalomkritikus, a tudományos-fantasztikus irodalom egyik szakértője               | 073 |        |
| május 11. | René Muñoz             | kubai-mexikói színész (Marimar), forgatókönyvíró                                          | 062 |        |
| május 10. | Craig Stevens          | amerikai színész (Peter Gunn-sorozat)                                                     | 081 |        |
| május 9.  | Csordás György         | Európa-bajnok úszó                                                                        | 071 |        |
| május 8.  | Ferenczi István        | romániai magyar régész                                                                    | 079 |        |
| május 8.  | Hubert Maga            | dahomeyi politikus, miniszterelnök (1959–1960), köztársasági elnök (1960–1963)            | 083 |        |
| május 7.  | ifj. Douglas Fairbanks | amerikai színész, Douglas Fairbanks filmszínész fia                                       | 090 |        |
| május 6.  | Josef Vágner           | cseh erdész, természettudós, utazó, író                                                   | 071 |        |
| május 5.  | Gino Bartali           | olasz kerékpárversenyző                                                                   | 085 |        |
| május 5.  | Becsei Péter           | labdarúgó                                                                                 | 043 |        |
| május 4.  | Alekszandr Ahiezer     | szovjet elméleti fizikus                                                                  | 088 | —      |
| május 4.  | Hendrik Casimir        | holland fizikus                                                                           | 090 |        |
| május 4.  | Humberto Donoso        | chilei válogatott labdarúgó                                                               | 061 |        |
| május 3.  | Báthory Júlia          | Munkácsy-díjas üvegművész                                                                 | 098 |        |
| május 3.  | Daróczi-Szabó Árpád    | romániai magyar fizikus, fizikai szakíró                                                  | 056 | —      |
| május 1.  | Bata Imre              | irodalomtörténész, kritikus, szerkesztő                                                   | 069 |        |
| május 1.  | Steve Reeves           | amerikai testépítő és színész                                                             | 074 |        |

## Április
| Dátum       | Név                       | Foglalkozás / tisztség                                                              | Kor | Forrás |
| ----------- | ------------------------- | ----------------------------------------------------------------------------------- | --- | ------ |
| április 30. | Poul Hartling             | dán politikus, miniszterelnök (1973–1975)                                           | 085 |        |
| április 30. | Marjorie Noël             | francia énekesnő                                                                    | 054 |        |
| április 30. | Leon Vandaele             | belga kerékpárversenyző                                                             | 067 |        |
| április 29. | Antonio Buero Vallejo     | Cervantes-díjas (1986) spanyol drámaíró                                             | 083 |        |
| április 29. | Jonah Jones               | amerikai dzsessztrombitás                                                           | 090 |        |
| április 29. | Italo Zingarelli          | olasz producer                                                                      | 070 |        |
| április 28. | Kim Borg                  | finn operaénekes, zeneszerző                                                        | 080 |        |
| április 28. | Penelope Fitzgerald       | Booker-díjas angol író, költő                                                       | 083 |        |
| április 27. | Virág Pál                 | labdarúgó                                                                           | 055 | —      |
| április 24. | Derek Allhusen            | olimpiai bajnok (1968) amerikai lovas                                               | 086 |        |
| április 24. | George Volkoff            | orosz-kanadai atomfizikus                                                           | 086 |        |
| április 22. | Molnár János              | válogatott labdarúgó                                                                | 068 |        |
| április 21. | Claire Kenneth            | magyar-amerikai írónő                                                               | 091 | —      |
| április 20. | Sárosdy Rezső             | Jászai Mari-díjas színész, érdemes művész                                           | 073 | —      |
| április 19. | Csang Szungil             | olimpiai bronzérmes (1968) dél-koreai ökölvívó                                      | 053 |        |
| április 19. | Krum Milev                | válogatott bolgár labdarúgó, csatár, edző, a bolgár válogatott szövetségi kapitánya | 084 |        |
| április 18. | Pártos Erzsi              | színésznő                                                                           | 093 |        |
| április 16. | Hársing Lajos             | tanár, irodalmár, író, műfordító, szinkrondramaturg                                 | 074 |        |
| április 16. | Mezei Zoltán              | erdélyi magyar pedagógus, biológus, geológus                                        | 073 |        |
| április 16. | Nína Björk Árnadóttir     | izlandi költő, író, drámaíró                                                        | 058 | —      |
| április 15. | Edward Gorey              | amerikai író, illusztrátor, jelmeztervező                                           | 075 |        |
| április 15. | L. Szini Karola           | erdélyi magyar orvostörténeti szakíró                                               | 071 | —      |
| április 14. | Wilf Mannion              | angol válogatott labdarúgó                                                          | 081 |        |
| április 13. | Giorgio Bassani           | olasz költő, író, politikus                                                         | 084 |        |
| április 13. | Ernst Knobil              | amerikai biológus, endokrinológus, az MTA tagja                                     | 073 |        |
| április 12. | Christopher Pettiet       | amerikai színész                                                                    | 024 |        |
| április 11. | Deutsch André             | magyar származású brit könyvkiadó                                                   | 082 |        |
| április 11. | Olav Økern                | világbajnoki ezüstérmes (1938) és olimpiai bronzérmes (1948) norvég sífutó          | 088 |        |
| április 10. | Rabah Bitat               | algériai politikus, köztársasági elnök                                              | 074 |        |
| április 10. | Peter Jones               | brit színész, forgatókönyvíró, műsorvezető                                          | 079 |        |
| április 10. | Larry Linville            | amerikai színész                                                                    | 060 |        |
| április 8.  | František Šťastný         | világbajnoki ezüstérmes (1961) csehszlovák motorkerékpárversenyző                   | 092 |        |
| április 8.  | Claire Trevor             | amerikai színésznő                                                                  | 090 |        |
| április 7.  | Moacir Barbosa Nascimento | brazil labdarúgókapus                                                               | 079 |        |
| április 7.  | Várady Sándor             | Munkácsy-díjas szobrász, érdemes művész                                             | 079 |        |
| április 6.  | Brandãozinho              | brazil válogatott labdarúgó                                                         | 074 |        |
| április 6.  | Habib Burgiba             | tunéziai politikus, államférfi, miniszterelnök, köztársasági elnök                  | 096 |        |
| április 6.  | Bertram Forer             | amerikai pszichológus, a Forer-hatás leírója                                        | 085 |        |
| április 5.  | Heinrich Müller           | kétszeres magyar bajnok osztrák válogatott labdarúgó, edző                          | 090 |        |
| április 5.  | Lee Petty                 | amerikai autóversenyző                                                              | 086 |        |
| április 4.  | Alfredo Alcala            | Fülöp-szigeteki színész                                                             | 074 |        |
| április 4.  | William Stokoe            | amerikai nyelvész                                                                   | 080 | —      |
| április 3.  | Terence McKenna           | amerikai etnobotanikus, misztikus, pszichonauta, előadó és író                      | 053 |        |
| április 2.  | Tommaso Buscetta          | szicíliai maffiózó, később a maffia elleni küzdelem segítője                        | 071 |        |

## Március
| Dátum       | Név                      | Foglalkozás / tisztség                                                                | Kor | Forrás |
| ----------- | ------------------------ | ------------------------------------------------------------------------------------- | --- | ------ |
| március 31. | Gisèle Freund            | német–francia fotográfus, fotótörténész                                               | 091 |        |
| március 30. | George Batchelor         | ausztrál matematikus és fizikus                                                       | 080 |        |
| március 30. | Rudolf Kirchschläger     | osztrák politikus, külügyminiszter, elnök (1974–1986)                                 | 085 |        |
| március 30. | Paál László              | színész                                                                               | 075 |        |
| március 29. | Hans Gustav Güterbock    | német–amerikai hettitológus                                                           | 092 |        |
| március 29. | Kemény Klió              | opera-énekesnő (mezzoszoprán)                                                         | 070 |        |
| március 28. | Szemjon Babajevszkij     | szovjet-orosz író                                                                     | 090 | —      |
| március 28. | Christian Norberg-Schulz | norvég építész, építészeti teoretikus                                                 | 073 |        |
| március 28. | Adam Bruno Ulam          | lengyel–amerikai történész, politológus                                               | 077 |        |
| március 27. | Ian Dury                 | angol rockénekes, dalszerző                                                           | 057 |        |
| március 27. | Marton Lili              | romániai magyar író, színműíró, ifjúsági író, műfordító                               | 085 |        |
| március 26. | Karel Thole              | holland festő                                                                         | 085 |        |
| március 25. | Paul Călinescu           | román filmrendező, forgatókönyvíró                                                    | 097 |        |
| március 25. | Szabady Veronika         | keramikus, szobrász                                                                   | 067 |        |
| március 24. | Albert Duncanson         | olimpiai bajnok (1932) kanadai jégkorongozó                                           | 088 |        |
| március 24. | Al Grey                  | amerikai dzsessztrombitás                                                             | 074 |        |
| március 22. | Carlo Parola             | olasz labdarúgóhátvéd, edző                                                           | 078 |        |
| március 22. | Viljam Pohljobkin        | orosz történész, író                                                                  | 076 |        |
| március 21. | Marija Brenčič Jelen     | szlovén költő, író, drámaíró                                                          | 081 | —      |
| március 21. | Korda István             | építészmérnök, üzletember, filmproducer                                               | 052 |        |
| március 21. | Paj Sou-ji               | kínai történész                                                                       | 091 |        |
| március 20. | Jean Howard              | amerikai színésznő és fotográfus                                                      | 089 |        |
| március 20. | Ādolfs Skulte            | lett zeneszerző                                                                       | 090 |        |
| március 19. | Egon Jönsson             | svéd válogatott labdarúgó                                                             | 078 |        |
| március 18. | Ferenc Berko             | magyar származású amerikai fotográfus, fotóriporter, a színes fényképezés úttörője    | 084 |        |
| március 17. | Edward F. Knipling       | amerikai entomológus                                                                  | 090 | —      |
| március 15. | Latabár Kálmán, ifj.     | színész                                                                               | 061 |        |
| március 13. | Carlo Tagnin             | olasz labdarúgó, középpályás, edző                                                    | 067 |        |
| március 13. | Tövissi Lajos            | erdélyi magyar közgazdász, gazdasági-statisztikai szakíró                             | 073 | —      |
| március 12. | Környei Attila           | történész, muzeológus                                                                 | 059 |        |
| március 12. | Németh Béla              | atléta, hosszútávfutó, magyar bajnok                                                  | 093 | —      |
| március 11. | Kazimierz Brandys        | lengyel író, esszéista, forgatókönyvíró                                               | 083 |        |
| március 11. | Keszthelyi Mihály        | válogatott labdarúgó, edző                                                            | 077 |        |
| március 11. | Alfred Schwarzmann       | olimpiai bajnok (1936) német tornász                                                  | 087 |        |
| március 11. | Pierre Schwinte          | francia nemzetközi labdarúgó-játékvezető                                              | 078 |        |
| március 10. | William Porter           | olimpiai bajnok (1948) amerikai rövidtávfutó                                          | 073 |        |
| március 10. | John Sladek              | amerikai író                                                                          | 062 |        |
| március 9.  | Bodor Aladár             | festőművész, grafikus                                                                 | 086 |        |
| március 9.  | Nagy Józsefné            | politikus, a Hazafias Népfront alelnöke                                               | 082 |        |
| március 9.  | Ivo Robić                | horvát énekes                                                                         | 077 |        |
| március 9.  | Soproni Ági              | színésznő                                                                             | 050 |        |
| március 8.  | Jan Bergman              | svéd színházi rendező, Ingmar Bergman filmrendező fia                                 | 053 |        |
| március 7.  | Eőry Kató                | színésznő, posztumusz Világ Igaza-kitüntetett                                         | 094 |        |
| március 7.  | Charles Gray             | brit színész (Gyémántok az örökkévalóságnak)                                          | 071 |        |
| március 7.  | William Donald Hamilton  | brit evolúció-biológus                                                                | 063 |        |
| március 7.  | Robert Hart              | angol kertész, ökológus                                                               | 086 | —      |
| március 7.  | Olekszandr Klimenko      | Európa-bajnok (1994) és világbajnoki bronzérmes (1991) szovjet-ukrán atléta, súlylökő | 029 |        |
| március 7.  | Ninomija Hirokazu        | japán válogatott labdarúgó                                                            | 082 |        |
| március 6.  | John Colicos             | kanadai színész (Anna ezer napja)                                                     | 071 |        |
| március 6.  | Sugár Teodor             | erdélyi magyar újságíró, műfordító, színház- és filmkritikus                          | 052 |        |
| március 6.  | Visy István              | katona, olimpikon, lovasedző, lovaglótanár                                            | 093 |        |
| március 5.  | Petrányi Gyula           | orvos, belgyógyász, immunológus, az MTA tagja                                         | 087 |        |
| március 5.  | Lolo Ferrari             | francia fotómodell, színésznő                                                         | 037 |        |
| március 5.  | Daniel Yanofsky          | kanadai sakkozó, író, jogász, politikus                                               | 074 |        |
| március 4.  | Delly Rózsi              | opera-énekesnő (szoprán)                                                              | 087 | —      |
| március 4.  | Cella Dima               | román színésznő                                                                       | 083 |        |
| március 4.  | Huszti Vilmos            | klasszika-filológus, nyelvtanár                                                       | 084 |        |
| március 3.  | Máté Gyula               | képzőművész                                                                           | 066 | —      |
| március 2.  | Audun Boysen             | olimpiai bronzérmes (1956) norvég középtávfutó                                        | 070 |        |
| március 2.  | Sandra Schmirler         | kanadai curlingjátékos                                                                | 036 |        |

## Február
| Dátum       | Név                         | Foglalkozás / tisztség                                                             | Kor | Forrás |
| ----------- | --------------------------- | ---------------------------------------------------------------------------------- | --- | ------ |
| február 29. | Karen Hoff                  | olimpiai bajnok (1948) dán kajakos                                                 | 078 |        |
| február 29. | Nagy Elemér                 | állami díjas magyar fizikus, villamosmérnök, az MTA tagja                          | 079 |        |
| február 29. | Sárfalvi Béla               | geográfus, egyetemi tanár, a népességföldrajz kiváló művelője                      | 074 |        |
| február 28. | Gardos Károly               | magyar származású izraeli karikaturista, újságíró és illusztrátor                  | 078 |        |
| február 28. | Pieter Paulus Roomer        | holland nemzetközi labdarúgó-játékvezető                                           | 079 |        |
| február 27. | Meixner Ildikó              | gyógypedagógus, pszichológus és pedagógiai szakpszichológus                        | 071 |        |
| február 26. | Franz Fuchs                 | osztrák terrorista, a felsőőri merénylet elkövetője                                | 050 | —      |
| február 26. | Johanna                     | olasz királyi hercegnő, III. Borisz felesége                                       | 092 |        |
| február 26. | Szitás György               | grafikus és képregényrajzoló                                                       | 073 | —      |
| február 23. | Stanley Matthews            | angol labdarúgó, az első Aranylabdás                                               | 085 |        |
| február 23. | Ofra Haza                   | izraeli énekesnő                                                                   | 042 |        |
| február 23. | Szekeres Béla               | atléta, futó, olimpikon                                                            | 062 |        |
| február 22. | Maurine Brown Neuberger     | amerikai politikus, szenátor (Oregon, 1960–1967)                                   | 093 |        |
| február 21. | Sárkány Pál                 | könyvkiadó, szerkesztő, mezőgazdasági szerző                                       | 078 |        |
| február 20. | Jean Dotto                  | francia kerékpárversenyző                                                          | 071 |        |
| február 20. | Anatolij Szobcsak           | szovjet és orosz jogász és politikus, Szentpétervár polgármestere                  | 062 |        |
| február 19. | András Tibor                | festőművész, grafikus, rajztanár                                                   | 078 |        |
| február 19. | Friedensreich Hundertwasser | osztrák építész                                                                    | 071 |        |
| február 19. | Molnár Dénes                | erdélyi magyar grafikus                                                            | 052 |        |
| február 19. | Sipos Bella                 | erdélyi magyar író, publicista, folklorista                                        | 081 |        |
| február 18. | Házi Tibor                  | háromszoros világbajnok asztaliteniszező                                           | 088 |        |
| február 17. | Simon Albert                | karmester, zenetudós és zenepedagógus                                              | 073 |        |
| február 17. | Vámszer Márta               | romániai magyar nyelvész                                                           | 073 | —      |
| február 16. | Marceline Day               | amerikai színésznő                                                                 | 091 |        |
| február 16. | Lila Kedrova                | Oscar- és Tony-díjas orosz származású francia színésznő (Zorba, a görög)           | 090 |        |
| február 16. | Louis-Georges Niels         | olimpiai ezüstérmes (1948) belga bobversenyző                                      | 080 |        |
| február 13. | Katkó István                | író, újságíró                                                                      | 076 |        |
| február 12. | Screamin’ Jay Hawkins       | amerikai énekes, dalszerző, muzsikus és színész, a shock rock műfaj úttörője       | 070 |        |
| február 12. | Oliver                      | amerikai énekes                                                                    | 054 |        |
| február 12. | Charles M. Schulz           | amerikai képregényalkotó                                                           | 077 |        |
| február 11. | Jacqueline Auriol           | francia sportrepülőnő                                                              | 082 |        |
| február 11. | Roger Vadim                 | francia filmrendező, színész, producer, forgatókönyvíró                            | 072 |        |
| február 11. | Bernardino Zapponi          | olasz forgatókönyvíró                                                              | 072 |        |
| február 10. | Jim Varney                  | amerikai színész                                                                   | 050 |        |
| február 9.  | Lenore Kight                | olimpiai ezüstérmes (1932) amerikai úszó                                           | 088 |        |
| február 9.  | Kutas István                | sportvezető, sportújságíró                                                         | 080 | —      |
| február 8.  | Sid Abel                    | kanadai jégkorongozó                                                               | 081 |        |
| február 8.  | Litkei Ervin                | magyar származású amerikai zeneszerző és zenei vezető                              | 078 | —      |
| február 8.  | Ion Gheorghe Maurer         | román kommunista politikus                                                         | 098 |        |
| február 7.  | Dave Peverett               | angol énekes, gitáros (Foghat)                                                     | 056 |        |
| február 7.  | Big Punisher                | amerikai rapper                                                                    | 028 |        |
| február 6.  | Balogh Sándor               | labdarúgó (Újpesti Dózsa)                                                          | 079 |        |
| február 6.  | Gus Johnson                 | amerikai dzsessz-zenész                                                            | 086 |        |
| február 6.  | Bohuslav Klíma, id.         | cseh régész, geológus                                                              | 074 |        |
| február 5.  | Claude Autant-Lara          | francia filmrendező, színész, forgatókönyvíró, jelmeztervező                       | 098 |        |
| február 5.  | George Koltanowski          | belga-amerikai sakkozó                                                             | 096 |        |
| február 5.  | Barbara Pentland            | kanadai zeneszerző                                                                 | 088 |        |
| február 5.  | Ronald Robertson            | olimpiai ezüstérmes (1956) amerikai műkorcsolyázó                                  | 062 |        |
| február 5.  | Takahasi Hidetoki           | japán válogatott labdarúgó, később szövetségi kapitány                             | 083 | —      |
| február 5.  | Göran Tunström              | svéd író                                                                           | 062 |        |
| február 4.  | Jeney Lám Erzsébet          | erdélyi magyar pszichológus, gyógypedagógus, művészeti író, grafikus, textilművész | 068 | —      |
| február 4.  | Váradi Balogh László        | színész, író                                                                       | 083 | —      |
| február 3.  | Jurij Litujev               | olimpiai ezüstérmes (1952) és Európa-bajnok (1958) szovjet-orosz atléta, gátfutó   | 074 |        |
| február 3.  | George Koltanowski          | belga-amerikai sakkozó                                                             | 096 |        |
| február 2.  | Mijamoto Teruki             | japán válogatott labdarúgó                                                         | 059 |        |
| február 1.  | Pablito Calvo               | spanyol gyerekszínész                                                              | 051 |        |
| február 1.  | Anker Kihle                 | norvég labdarúgókapus                                                              | 082 |        |
| február 1.  | Dick Rathmann               | amerikai autóversenyző                                                             | 074 |        |

## Január
| Dátum             | Név                               | Foglalkozás / tisztség                                                               | Kor | Forrás |
| ----------------- | --------------------------------- | ------------------------------------------------------------------------------------ | --- | ------ |
| Ismeretlen nap    | Újhelyi Károly                    | orvos, immunológus                                                                   | 088 |        |
| január 31.        | Martin Benrath                    | német színész (Jelenetek a bábuk életéből); (Sztálingrád)                            | 073 |        |
| január 31.        | Bojár Sándor                      | fotóművész                                                                           | 085 |        |
| január 31.        | Gil Kane                          | lett-zsidó származású amerikai képregényalkotó                                       | 073 |        |
| január 30.        | Sigvard Eklund                    | svéd atomfizikus, a Nemzetközi Atomenergia-ügynökség igazgatója                      | 088 |        |
| január 30.        | Fügedi Márta                      | néprajzkutató, muzeológus                                                            | 050 |        |
| január 30.        | Karl-Friedrich Höcker             | Auschwitz táborparancsnokának asszisztense                                           | 088 | —      |
| január 30.        | Kelemen Endre                     | Széchenyi-díjas orvos, hematológus                                                   | 079 |        |
| január 28.        | Práger György                     | televíziós szerkesztő-riporter, újságíró                                             | 051 | —      |
| január 27.        | Mae Faggs                         | olimpiai bajnok (1952) amerikai rövidtávfutó                                         | 067 |        |
| január 27.        | Friedrich Gulda                   | osztrák zongoraművész, zeneszerző                                                    | 069 |        |
| január 26.        | Don Budge                         | amerikai teniszező                                                                   | 084 |        |
| január 26.        | Jean-Claude Izzo                  | francia író, újságíró                                                                | 054 |        |
| január 26.        | A. E. van Vogt                    | kanadai sci-fi-író                                                                   | 087 |        |
| január 26.        | Závory Zoltán                     | festőművész, restaurátor                                                             | 094 |        |
| január 24.        | Carl T. Curtis                    | amerikai politikus, szenátor (Nebraska, 1955–1979)                                   | 094 |        |
| január 24.        | Taccjana Dzmitrijevna Szamuszenka | olimpiai bajnok (1960; 1968; 1972) szovjet vívó                                      | 061 |        |
| január 23.        | Ecaterina Ciorănescu-Nenițescu    | román vegyész, egyetemi tanár, a Román Akadémia rendes tagja                         | 090 |        |
| január 23.        | Gréda József                      | költő, író, műfordító                                                                | 088 |        |
| január 22.        | Anne Hébert                       | kanadai költő, író, drámaíró                                                         | 083 |        |
| január 22.        | Koródi József                     | romániai magyar tanár, muzeológus, restaurátor                                       | 085 | —      |
| január 21.        | Victor Cavallo                    | olasz színész, költő, író                                                            | 052 |        |
| január 20.        | Izabella Danyilovna Jurjeva       | szovjet-orosz énekesnő                                                               | 100 |        |
| január 19.        | Balogh Jenő                       | festő, grafikus                                                                      | 084 |        |
| január 19.        | Bettino Craxi                     | olasz politikus, kormányfő (1983–1987)                                               | 066 |        |
| január 19.        | Anselmo Fernandez                 | portugál építész és labdarúgóedző                                                    | 081 |        |
| január 19.        | Hedy Lamarr                       | osztrák–amerikai színésznő                                                           | 087 |        |
| január 19.        | Alan North                        | amerikai színész                                                                     | 079 |        |
| január 19.        | George Ledyard Stebbins           | amerikai botanikus, genetikus                                                        | 094 |        |
| január 19.        | Tarján Imre                       | biofizikus                                                                           | 087 |        |
| január 18.        | Gaál Albert                       | filmrendező                                                                          | 071 | —      |
| január 18.        | Jester Hairston                   | amerikai színész, dalszövegíró, zeneszerző                                           | 098 |        |
| január 18.        | Margarete Schütte-Lihotzky        | osztrák építész                                                                      | 102 |        |
| január 17.        | Ernyei Sándor                     | grafikus, plakáttervező                                                              | 075 |        |
| január 17.        | Carl Forberg                      | amerikai autóversenyző                                                               | 088 |        |
| január 17.        | Andrej Hieng                      | szlovén író, drámaíró, színházi rendező                                              | 075 | —      |
| január 17.        | Olekszandr Szerhijovics Huscsin   | ukrán labdarúgó, csatár                                                              | 033 | —      |
| január 16.        | Egressy István                    | a Magyar Rádió főmunkatársa, bemondója, Kazinczy-díjas előadóművész                  | 064 |        |
| január 16.        | Gene Harris                       | amerikai dzsesszzongorista                                                           | 066 |        |
| január 16.        | Robert R. Wilson                  | amerikai fizikus                                                                     | 085 |        |
| január 15.        | Željko Ražnatović                 | Arkan kapitány, szerb háborús bűnös                                                  | 047 |        |
| január 15.        | Annie Palmen                      | holland színésznő és énekesnő                                                        | 073 |        |
| január 14.        | Clifford Truesdell                | amerikai matematikus                                                                 | 080 |        |
| január 13.        | Antti Hyvärinen                   | olimpiai bajnok (1956) finn síugró                                                   | 067 |        |
| január 13.        | Arturo Jiménez Borja              | perui orvos, író, festő, muzeológus                                                  | 091 |        |
| január 13.        | John Ljunggren                    | svéd olimpiai bajnok (1948) atléta, távgyalogló                                      | 080 |        |
| január 13.        | Enric Valor i Vivies              | spanyol-katalán író és lexikográfus                                                  | 088 |        |
| január 11.        | Ladislav Bánesz                   | szlovák régész                                                                       | 067 |        |
| január 11.        | Boér Lászlóné                     | romániai magyar pedagógus, matematikai szakíró                                       | 085 | —      |
| január 10.        | Udvardy József                    | csanádi püspök (1965—1987)                                                           | 088 |        |
| január 9.         | Tóth Zoltán                       | válogatott labdarúgó                                                                 | 061 |        |
| január 9.         | Bruno Zevi                        | olasz építész                                                                        | 081 |        |
| január 8.         | Apor Elemér (Kapor Elemér)        | költő, újságíró, író, lapszerkesztő                                                  | 092 |        |
| január 8.         | Henry Eriksson                    | olimpiai bajnok (1948) svéd középtávfutó                                             | 079 |        |
| január 8.         | Fritz Thiedemann                  | olimpiai bajnok (1956) és (1960) német lovas                                         | 081 |        |
| január 8. (k. n.) | Nádassy Anna                      | színésznő                                                                            | 076 | —      |
| január 6.         | Csemiczky László                  | (cseh)szlovákiai magyar festő, tanár                                                 | 090 |        |
| január 6.         | Kilényi Ede                       | amerikai-magyar zongoraművész és -tanár                                              | 089 |        |
| január 6.         | Don Martin                        | amerikai képregényalkotó                                                             | 068 |        |
| január 6.         | Malvina Polo                      | amerikai színésznő                                                                   | 096 |        |
| január 5.         | Vera Dulova                       | orosz hárfaművész                                                                    | 090 |        |
| január 5.         | Olga Szergejevna Szavarenszkaja   | szovjet-orosz díszlet- és jelmeztervező, festőművész, grafikus                       | 051 |        |
| január 5.         | Bernhard Wicki                    | osztrák színész, rendező                                                             | 081 |        |
| január 4.         | Demény István Pál                 | romániai magyar irodalomtörténész, etnográfus                                        | 050 | —      |
| január 4.         | Faludy László                     | színész, érdemes művész                                                              | 088 |        |
| január 4.         | Dimitar Sztanisev                 | bolgár politikus, történész, a Bolgár Kommunista Párt Központi Bizottságának titkára | 075 | —      |
| január 3.         | Kautzky Norbert                   | költő, író                                                                           | 074 |        |
| január 3.         | Viktor Kolotov                    | ukrán labdarúgóedző, korábban szovjet válogatott labdarúgó                           | 050 |        |
| január 3.         | Müller Miklós                     | magyar-spanyol fotóművész                                                            | 086 |        |
| január 2.         | Nat Adderley                      | amerikai dzsessztrombitás                                                            | 068 | [ 25 ] |
| január 2.         | Mária Mercédesz                   | nápoly–szicíliai királyi hercegnő                                                    | 089 |        |
| január 2.         | Patrick O'Brian                   | angol író                                                                            | 085 |        |

## Lásd még
- Halálozások 2000-ben a sportban
- Halálozások 2000-ben a filmművészetben